# Knotennetz
Als Knotennetz wird in der Geodäsie jener Teil eines größeren Vermessungsnetzes bezeichnet, wo zahlreiche Messlinien oder Dreiecksketten zusammenlaufen und rechnerisch durch ein kompaktes, lokales Netz ersetzt werden können.
Durch dichte Knotennetze kann einerseits eine sehr stabile Geometrie mit zahlreichen Überbestimmungen aufgebaut werden, die andererseits im Rahmen eines geografisch ausgedehnten Netzes als Stabilisator fungieren kann. Dadurch war es schon in den 1920er bis 1940er Jahren möglich, sehr großräumige Triangulationsnetze theoretisch exakt zu berechnen, ohne die heute selbstverständlichen automatischen Rechenhilfsmittel der EDV.
So wird etwa bei der Bowie-Methode, mit der um 1925 die gesamte Westhälfte der USA geodätisch einheitlich berechnet wurde, ein System von sich schneidenden Meridianen und Parallelkreis-Ketten aufgebaut. Aus diesen Ketten wird an jeder Kreuzungsstelle ein Knotennetz (junction fogure) herausgelöst, das im Idealfall ein Viereck bildet, von dem strahlenartig vier „Verbindungsketten“ (section of an arc) ausgehen. Wenn im Knoten mehr als vier solcher Verbindungsketten (auf Deutsch auch Traversen genannt) zusammentreffen, wird es umso stabiler und genauer; eine weitere Genauigkeitssteigerung ist durch eine präzise astronomische Orientierung an einem Laplacepunkt möglich, sowie durch eine eigene maßstabsgebende Basislinie in jedem Knotennetz.
Die einzelnen Knotennetze können dann – ohne Rücksicht auf ihre weitere Umgebung, die mit nicht so hoher Präzision vermessen werden muss – einer sofortigen und definitiven Ausgleichung unterzogen werden. Bei der späteren Zusammensetzung zu einem Gesamtnetz können die Knotennetze dank ihrer geometrischen Stabilität unverändert bleiben, was den Rechenaufwand auf ein Zehntel oder weniger reduziert.
So wurde z. B. der gesamte Westen der USA (etwa 2000 × 2000 km) mit etwa 10.000 Vermessungspunkten auf 26 Knotennetze in Abständen von etwa 500 Kilometer kompaktiert und konnte in einem Guss mit etwa 100 Unbekannten berechnet werden. Die Lösung einer solchen Normalgleichungs-Matrix 100 × 100 war damals (ohne Computer) gerade noch möglich. Hingegen hätte das Originalnetz rund 20.000 Unbekannte aufgewiesen, was auch mit heutigen Großrechnern noch schwierig ist.